# Vente par correspondance
Pour les articles homonymes, voir VPC.
La vente par correspondance (ou VPC) est un mode de vente où l'acheteur et le vendeur ne se rencontrent pas. L'ensemble de la transaction, de la commande au paiement se fait à distance.
La vente elle-même peut se faire avec intervention d'un vendeur à distance (télévente) ou par des moyens uniquement écrits (catalogue, internet et commerce électronique…). Le VPCiste est le vendeur-conseiller qui réalise la VPC. Le publipostage est la technique utilisée pour attirer les prospects, via le canal postal ou les courriels de masse pour le commerce électronique
L'acheteur se fait livrer son achat ou va le chercher dans un relais proche de chez lui. Pour les biens immatériels, la consommation ou le téléchargement s'effectuent informatiquement.

## Histoire

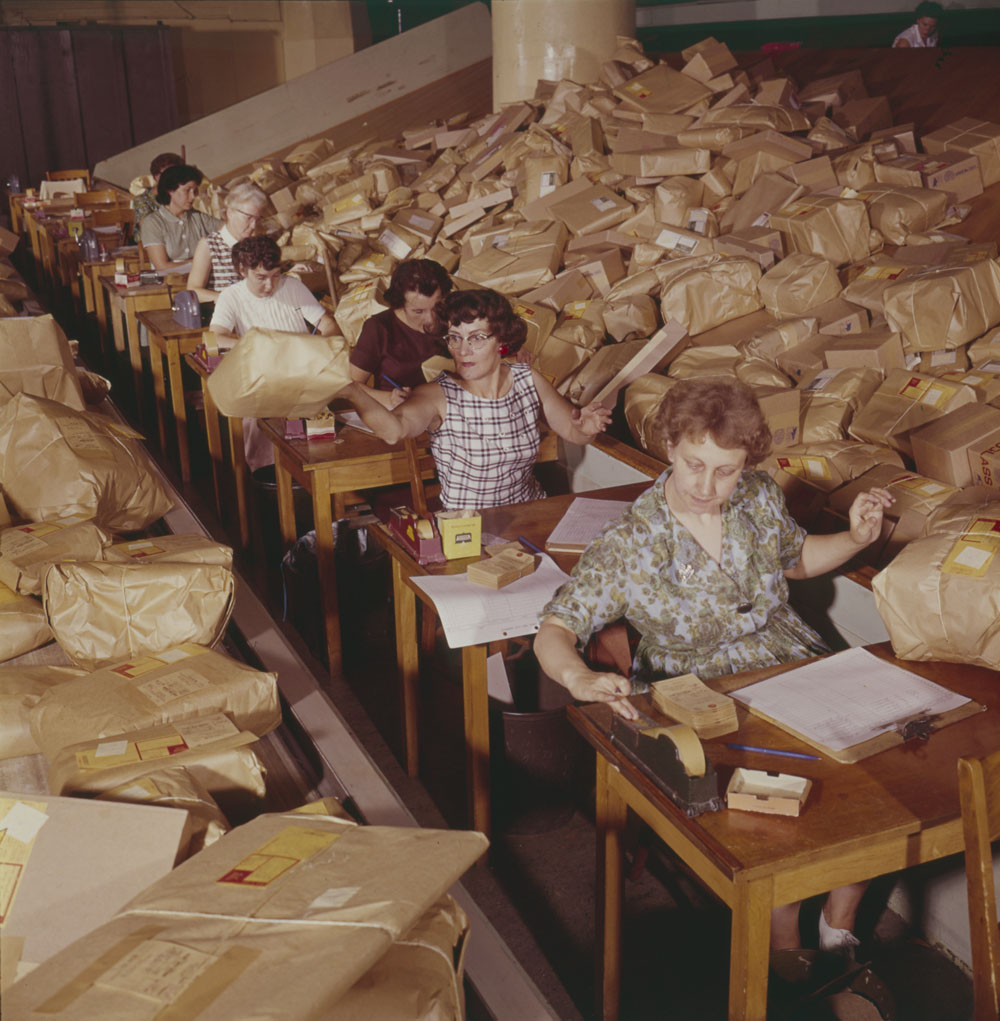
Personnel préparant des colis au grand magasin Simpson, Toronto, 1961

Les imprimeurs inventent le concept du catalogue dès le XVe siècle pour vendre leurs livres. Au XVIIe siècle, les imprimeurs proposent un nouveau support aux commerçants : le prospectus à souscription. Les catalogues modernes apparaissent au XIXe siècle. Pour l'exemple, le catalogue du Printemps de 144 pages est édité en 1870 en 12 langues.

## Aspects juridiques
Juridiquement, la vente par correspondance est un contrat à distance

### France
La vente par correspondance est réglementée par les articles L.221-1 et suivants du Code de la consommation lorsqu'elle est conclue entre un vendeur professionnel et un acheteur consommateur. Elle donne lieu à ce titre à un droit de rétractation.

### Québec (Canada)
En droit québécois, le contrat conclu à distance est régi par les articles 54.1 à 54.16 de la Loi sur la protection du consommateur. L'article 54.1 LPC définit ce contrat comme étant « un contrat conclu alors que le commerçant et le consommateur ne sont pas en présence l’un de l’autre et qui est précédé d’une offre du commerçant de conclure un tel contrat ».